# Félix Batanero
Félix Batanero y González (Madrid, 1789 -fallecido antes de 1868) fue un grabador en madera y pintor español.

## Biografía

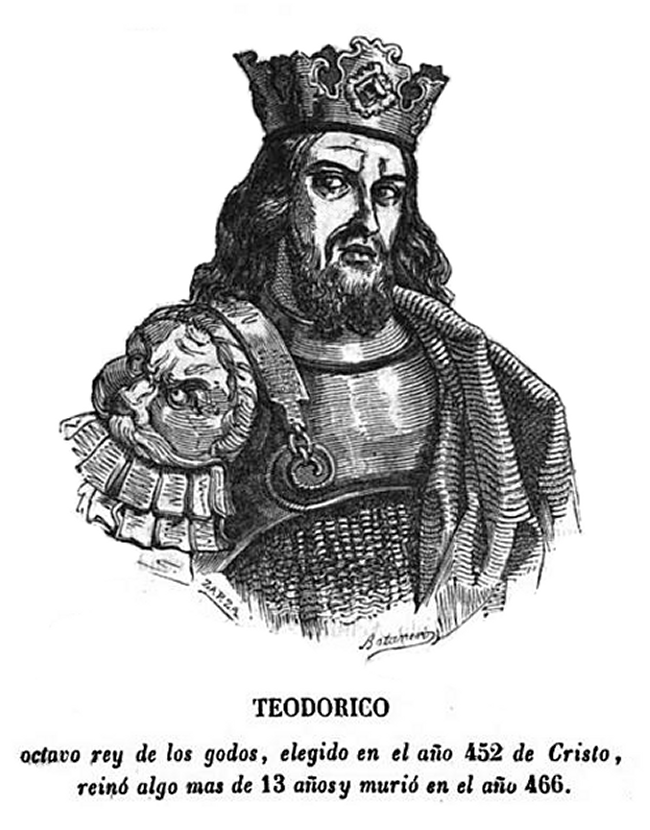
Retrato del rey visigodo Teodorico II, dibujo de Zarza, grabado de Batanero, en Galeria regia: ó Biografías de los reyes de España desde el primero de los godos hasta Isabel II (1848), tercera edición de la obra.

Según El Bibliotecario. Semanario histórico, científico, literario y artístico su oficio principal, al menos hacia 1841, habría sido el de pintor. Tuvo como discípulo al también grabador José Severini. Según Leonardo Romero Tobar, apoyándose en Ossorio y Bernard, habría firmado algún grabado con las iniciales «F. B.». Realizó los grabados de Colección de retratos de los reyes y hombres célebres de España, con dibujos originales de Eusebio Zarza. Sus trabajos aparecieron en publicaciones periódicas como El Panorama, Semanario Pintoresco Español, Museo de las Familias, Siglo Pintoresco , La Ilustración y el Observatorio Pintoresco, además de ilustrar obras como Galería régia y El panorama español. Hacia 1868 llevaría varios años muerto, según Ossorio y Bernard.